# Cynometra falcata
Cynometra falcata är en ärtväxtart som beskrevs av Asa Gray. Cynometra falcata ingår i släktet Cynometra, och familjen ärtväxter. Inga underarter finns listade i Catalogue of Life.